# Nevado del Ruiz
Il Nevado del Ruiz è un vulcano delle Ande, il più alto della Colombia. Sorge a 5.321 metri sopra il livello del mare. Come suggerisce il nome, è ricoperto di ghiacciai, in una fase di rapida regressione, che circondano il cratere Arenas. Derivato dal vulcanismo di subduzione, il Nevado del Ruiz ha subito frequenti eruzioni pliniane durante l'Olocene. Quella del 1985 è stata una delle più letali della storia, in particolare radendo al suolo la città di Armero. La miscela di cenere e acqua causa regolarmente lahar devastanti. Il vulcano è oggi sotto costante osservazione per proteggere al meglio le centinaia di migliaia di persone che vivono nelle valli ai suoi piedi.
La montagna fu scalata per la prima volta nel 1936. La sua fauna e flora, che includono diverse specie endemiche della Cordillera Central, sono protette all'interno del Parco nazionale naturale Los Nevados.

## Toponomastica

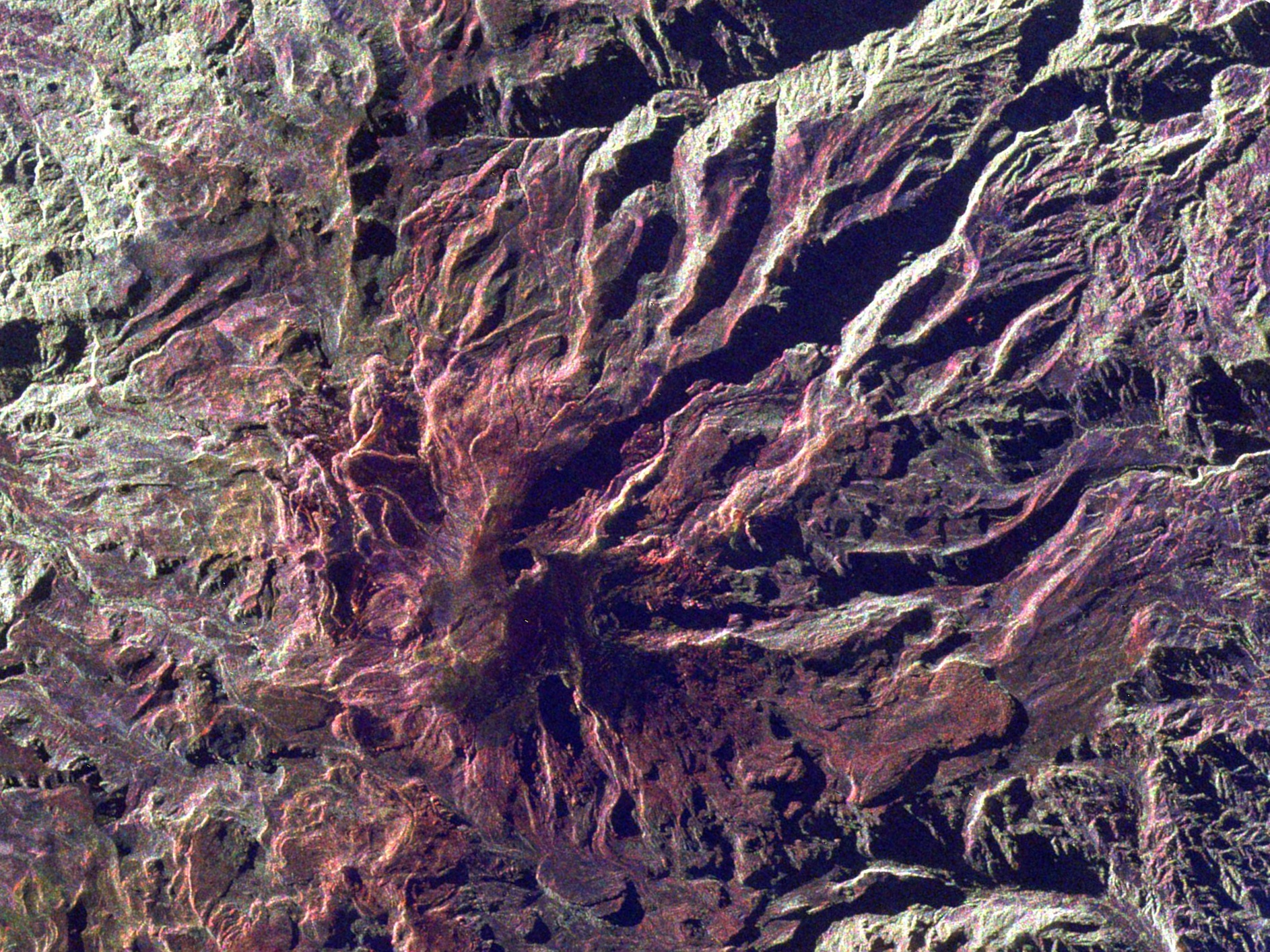
Immagine del satellite radar del Nevado del Ruiz che mostra il cratere Arenas.

In spagnolo, l'aggettivo nevado significa "nevoso"; un nevado designa più particolarmente, in America, una montagna costituita da un piano nivale. Il Nevado del Ruiz è anche chiamato Paramo de Ruiz e Mesa de Herveo (il "tavolo Herveo"). In epoca precolombiana, era chiamato Kumanday, o la "montagna bianca" o ancora Tabuchía, cioè la "candela" o il "fuoco", ma anche Tama, il "decano" o il "nonno" 8. È soprannominato il "leone addormentato".

## Geografia

### Situazione
Il Nevado del Ruiz è un vulcano situato in Colombia, al confine tra i dipartimenti di Caldas e Tolima, 130 chilometri a ovest di Bogotà e 30 km a sud est di Manizales. L'Oceano Pacifico si estende per 220 chilometri a ovest. La montagna si trova nella Cordigliera delle Ande, più precisamente all'interno della Cordigliera Centrale, e fa parte di un arco vulcanico composta da sei edifici principali che, da sud a nord, portano il nome di Cerro Machín, Nevado del Tolima, Nevado de Quindío, Santa Isabel, Nevado del Ruiz e Cerro Bravo.

### Idrografia

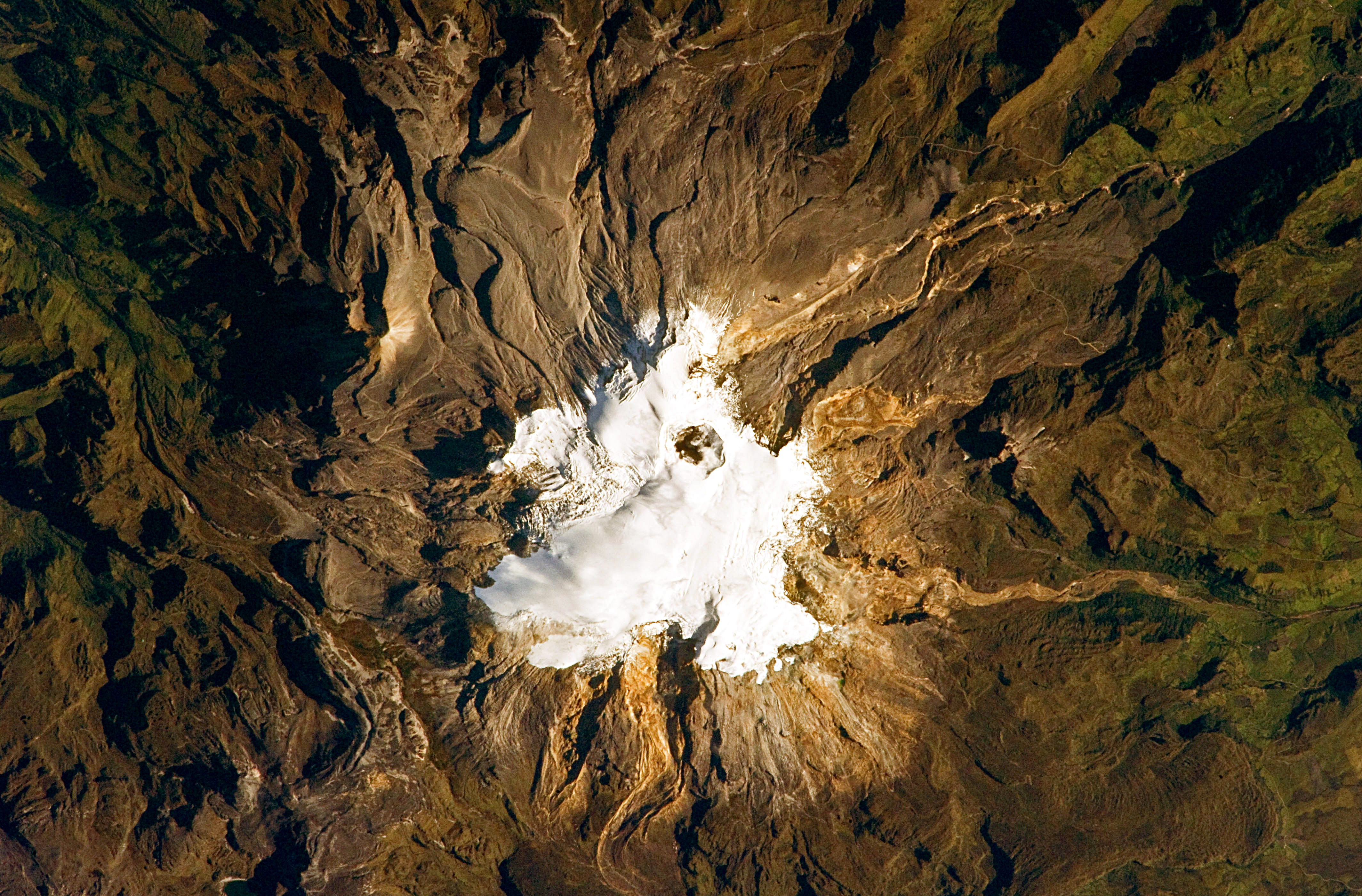
Foto scattata a bordo della Stazione spaziale internazionale che mostra i ghiacciai che circondano il cratere Arenas in alto.

I ghiacciai del Nevado del Ruiz si sono formati diverse migliaia di anni fa e sono in una fase di ritirata quasi continua dall'ultimo massimo glaciale. Da 28.000 a 21.000 anni BP, il limite locale occupa circa 1.500 km². Circa 12.000 BP, quando i ghiacciai erano già in fase di ritirata, coprivano ancora 800 km². Durante la piccola era glaciale, che durò dal 1600 al 1900 circa, occuparono circa 100 km².
Da allora, i ghiacciai si sono ritirati in modo significativo a causa del riscaldamento globale. Nel 1959 la loro superficie scese a 34 km². Dall'eruzione del 1985, che distrusse il 10% della calotta sommitale, si è ulteriormente dimezzato da 17-21 km² secondo le stime a 10 km² nel 2003. I ghiacciai, che hanno raggiunto un'altitudine di 4.500 metri nel 1985, sono saliti a un'altitudine di 4.800 o addirittura 4.900 metri nel 2007.
La calotta glaciale locale ha uno spessore medio di circa 50 metri. Raggiunge i 190 metri in alcuni tratti dell'altopiano sommitale e a livello del ghiacciaio delle Nereides, sul versante sud-ovest. I ghiacciai del versante settentrionale e, in misura minore, del versante orientale sono quelli che si sono maggiormente sciolti durante l'eruzione del 1985; non superano più i 30 metri di spessore. La calotta che copre l'altopiano sommitale potrebbe nascondere una caldera. In effetti, cinque cupole che circondano la vetta sono emerse in seguito al ritiro dei ghiacciai.
L'acqua dei ghiacciai alimenta direttamente i fiumi Cauca e Magdalena, rispettivamente ai piedi del versante occidentale e orientale. Il deflusso da questi ghiacciai e da quelli dei vulcani circostanti è fonte di acqua potabile per una quarantina di paesi a valle. Le autorità e gli scienziati colombiani sono preoccupati per l'approvvigionamento delle città in cui i ghiacciai arrivano a sciogliersi completamente.

### Geologia
Il Nevado del Ruiz si trova al limite della placca sudamericana, scandendo l'area di subduzione della placca di Nazca. Fa parte della cintura di fuoco. L'arco vulcanico si trova all'incrocio di quattro faglie, alcune delle quali attive. Come spesso accade con il vulcanismo di subduzione, è probabile che il Nevado del Ruiz produca eruzioni di tipo esplosivo pliniano con colate infuocate che possono sciogliere la neve e i ghiacciai e portare a devastanti lahar.

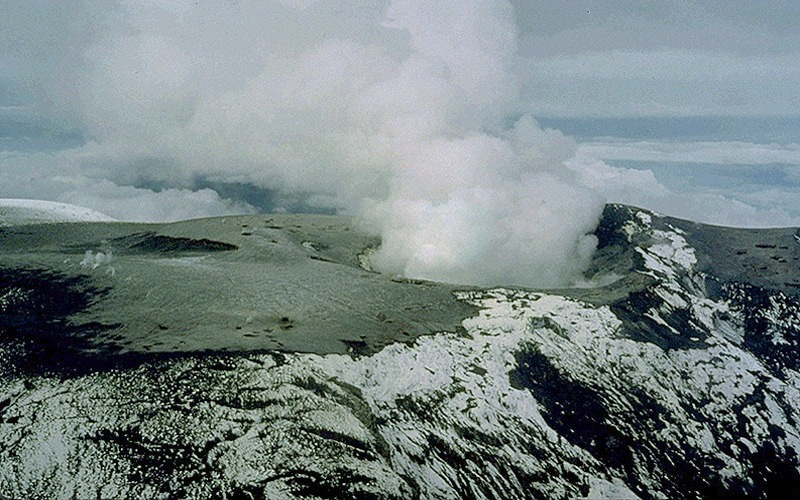
Vista del cratere nel novembre del 1985.

Il vulcano è nato 1,8 milioni di anni fa, all'inizio del Pleistocene. Tre fasi eruttive sono state individuate nel corso della sua storia: ancestrale, antica e attuale. Durante la fase di ancestrale, tra 1,8 e 1 milione di anni BP, un complesso di grandi stratovulcani fu messo in atto. Tra 1 e 0,8 milioni di anni BP, sono parzialmente collassati su se stessi, formando una vasta caldera di 5-10 chilometri di diametro. Durante la vecchia fase, tra 800.000 e 200.000 anni a.C., appare un nuovo complesso di grandi stratovulcani, tra cui il "vecchio" Nevado del Ruiz, il Nevado del Tolima, Nevado del Quindío e Santa Isabel. Ancora una volta, tra 200.000 e 150.000 anni fa, si formarono caldaie esplosive al vertice. La fase attuale inizia 150.000 anni fa e vede lo sviluppo dell'attuale edificio attraverso la comparsa di cupole laviche in andesite e dacite all'interno dell'antica caldera.

### Clima
Tra 2.300 e 3.800 metri sul livello del mare, il clima di montagna è caratterizzato da temperature comprese tra i 6 e 14 °C durante tutto l'anno e precipitazioni cumulative da 2.000 a 3.000 mm. Tra i 3.800 e 4.500 metri sul livello del mare, le temperature scendono tra i 0 e 6 °C mentre le precipitazioni da 1.500 a 2.000 mm. Al di là di queste quote c'è il limite della neve: le temperature sono spesso negative e le precipitazioni generalmente cadono sotto forma di neve. Sul versante occidentale, il gradiente termico è di 0,54 °C ogni 100 metri contro i 0,51 °C del versante est.

### Fauna e flora

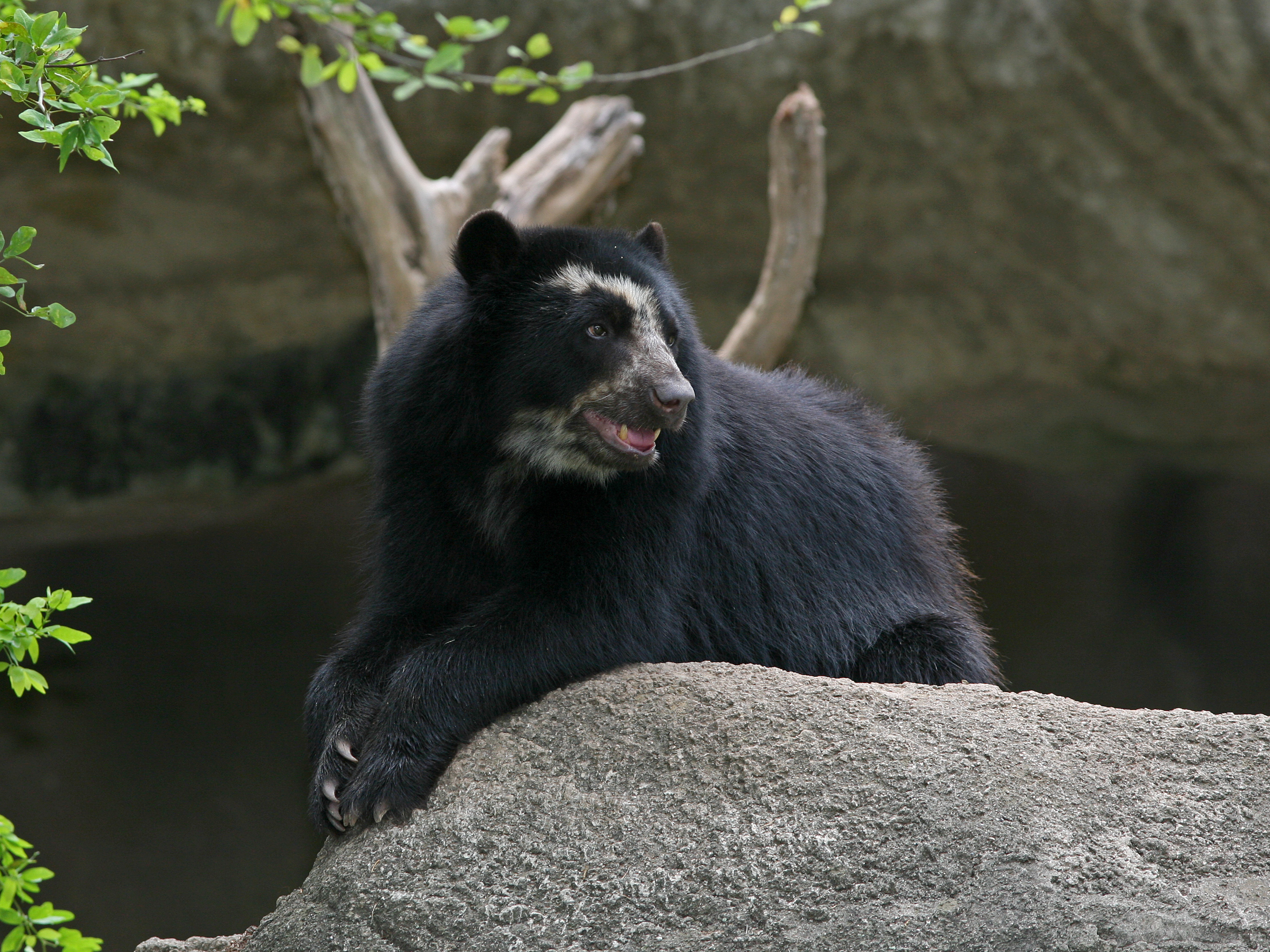
Foto di un orso dagli occhiali (presso il Parco zoologico e botanico Bararida di Barquisimeto in Venezuela).

Il Nevado del Ruiz è generalmente ricoperto da una bassa vegetazione, a causa della sua altezza. Lo spessore della foresta diminuisce gradualmente man mano che la vetta si avvicina. Ai piedi delle colline si sviluppano foreste ricoperte da alberi dai 20 a 35 metri di altezza. I pendii delle montagne sono ricoperti da foreste nane con esemplari alti da 3 a 8 metri. Al di là, nella zona Paramo, la vegetazione è dominata da erbe come tussock e specie di espeletia. La regione ospita specie legnose appartenenti alla famiglia delle Rubiaceae, Fabaceae, Melastomataceae, Lauraceae e Moraceae. Le piante da fiore sono rappresentate dalle famiglie delle Polypodiaceae, Araceae, Poaceae, Asteraceae, Piperaceae o Orchidaceae.
Tra gli animali presenti sui fianchi del vulcano vi sono il tapiro delle Ande (Tapirus pinchaque) e l' orso dagli occhiali (Tremarctos ornatus), entrambi minacciati nello stato di conservazione. Il parrocchetto fronterossiccia (Bolborhynchus ferrugineifrons), il colibrì elmetto (Oxypogon guerinii) e il rospo paffuto di Hervo (Osornophryne percrassa) sono specie endemiche della Cordillera Central. In tutto, la montagna ospita 27 specie di uccelli endemiche della Colombia, 14 delle quali sono limitate alla regione intorno al Nevado del Ruiz. Quindici di loro sono considerati minacciati nello stato di conservazione.

## Storia

### Storia eruttiva
Il Nevado del Ruiz è il secondo vulcano più attivo della Colombia dopo Galeras. La più antica eruzione è stata individuata, durante l'Olocene, risalente al 6.600 anni BP. Ulteriori eruzioni si verificarono intorno al 1245 a.C., nell'850 a.C., intorno al 200 a.C., nel 1350, nel 1541 (incerto), nel 1570, nel 1595, nel 1623, nel 1805, nel 1826, nel 1828 (incerto), nel 1829, nel 1831, nel 1833 (incerto), nel 1845, nel 1916, dal 22 dicembre 1984 al 19 marzo 1985, dall'11 settembre 1985 al 13 luglio 1991. Quasi tutti questi eventi consistevano in un'eruzione iniziale a livello del cratere principale seguita da un'esplosione fotomagmatica con emissione di colate infuocate. È stato accompagnato da frane, lahar e dalla parziale distruzione di cupole di lava. L'intensità delle eruzioni negli ultimi mille anni, però, tende a diminuire e i depositi piroclastici sono meno voluminosi di quelli del Pleistocene.
Le più antiche testimonianze conosciute sull'attività del Nevado del Ruiz risalgono al 1595 poi al 1845, data in cui gli sono attribuibili importanti distruzioni. Nel 1845 l'eruzione vulcanica trascinò nelle sue colate laviche i piccoli villaggi.

#### Eruzione del 1595
Il 9 marzo 1595 si verificò un violento terremoto, come precursore. La mattina del 12 marzo il Nevado del Ruiz eruttò. Si sentirono tre successive esplosioni pliniane a più di cento chilometri dalla vetta. Una grande quantità di cenere venne espulsa che annerì l'ambiente circostante. Il vulcano emise anche lapilli e bombe vulcaniche. In totale, l'eruzione produsse 0,16 km³ di ceneri e lapilli. Dei lahar si innescarono, che scendono al fondo delle valli, ostruirono il corso dei fiumi, uccidendo gran parte della vegetazione e tutta la fauna acquatica. Più di 600 persone morirono direttamente a causa dei lahar. Questa è l'ultima eruzione grande prima di quella del 1985.

#### Eruzione del 1845
La mattina del 19 febbraio 1845 un violento terremoto provocò una grande colata di fango. Dopo aver raggiunto un conoide di deiezione, si divise in due. Il ramo più importante percorre la Val Lagunilla per circa 70 chilometri, riempiendo l'alveo, fino a giungere alla confluenza con il fiume Magdalena, e uccidendo la maggior parte della popolazione. Il secondo ramo, meno importante, fu deviato da colline, nel fiume Sabandija che scorre in direzione est, prima di unirsi al ramo principale all'incrocio del fiume Sabandija e del fiume Magdalena. Il bilancio umano è stimato in mille morti.

#### Eruzione del 1985

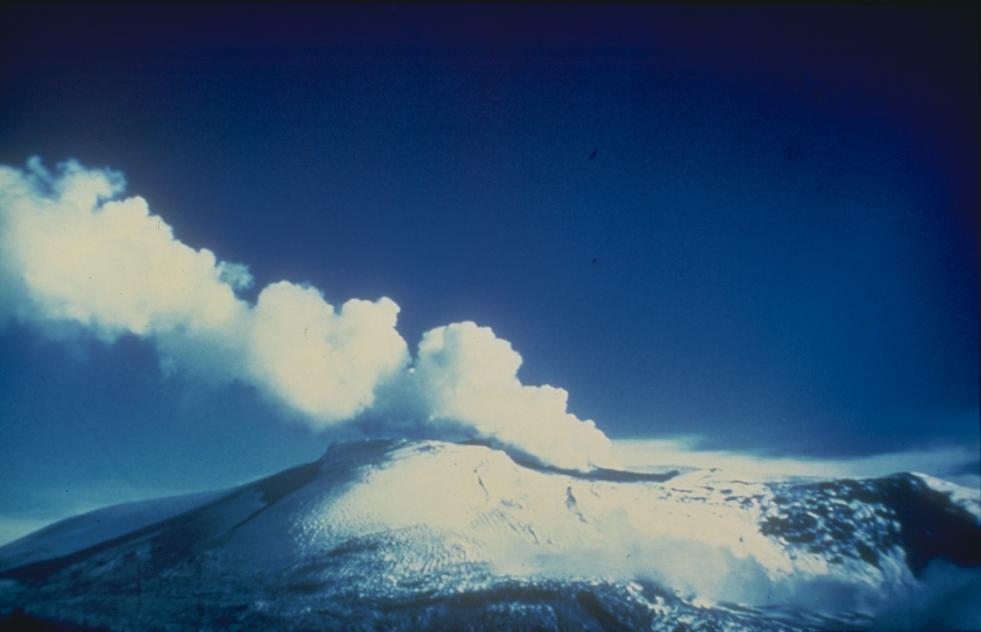
Vista di una colonna eruttiva nel settembre del 1985, l'inizio dell'eruzione del 13 novembre.

A partire dal novembre del 1984 l'attività sismica aumentò nella regione. L'11 settembre 1985 il vulcano eruttò. Dopo due mesi di attività registrati dai vulcanologi e dalle alte autorità governative della regione, l'attività sismica raddoppiò di intensità. Il 13 novembre, intorno alle 15, la sua sommità, ricoperta di neve e ghiacciai, si sciolse in modo sostanziale. In poche ore, sotto la pressione della lava e per l'effetto del caldo, la neve si trasformò in acqua che, mescolata a fango e cenere - un lahar - iniziò a precipitare giù per le valli vicine. Poco prima della mezzanotte, il paese di Armero a 50 km da lì, fu sommerso da un fiume di fango che avanza alla velocità di 80  km/h. Questo disastro è la quarta eruzione più mortale della storia con quasi 24.000 morti. L'eruzione finì il 13 luglio 1991.
Questo dramma è rimasto famoso in tutto il mondo attraverso il volto di una ragazzina di 13 anni, Omayra Sánchez e la sua agonia, filmata dalla televisione.

#### Eruzione del 2012
Verso la fine di marzo del 2012, il vulcano mostrò segni di imminente eruzione, con crescenti emissioni di anidride solforosa e terremoti sempre più frequenti. Venne messo in allarme arancione il 31 marzo 2012, il che significò che secondo i vulcanologi colombiani il vulcano avrebbe potuto eruttare nei successivi 28 giorni o settimane. Tuttavia, il 3 maggio, il livello di allerta fu ridotto da arancione a giallo. Il 29 maggio si verificò una nuova serie di terremoti e le ceneri caddero su più di venti villaggi. Durante il mese di giugno, queste ultime continuarono e l'intensità dei terremoti aumentò, tanto che le evacuazioni da 300 a 1.500 persone vennero decise dal comitato di emergenza di Caldas e annunciate dai media. Il livello di avviso divenne quindi rosso. Infine, il 2 luglio il vulcano eruttò, interessando un'area di 7,5 chilometri di diametro. Questo episodio continuò fino al gennaio del 2013 dove vennero emessi ceneri e anidride solforosa.

### Storia umana
Nel 1868-1869, i tedeschi geologi Wilhelm Reiss e Alphons Stübel furono i primi a tentare la salita del Nevado del Ruiz. Il vulcano però fu scalato per la prima volta nel 1936 da W. Cunet e Augusto Gansser-Biaggi, della spedizione di M. Rapp. Ripetono l'impresa tre anni dopo, sugli sci.  

## Attività

### Escursionismo, alpinismo e sport invernali

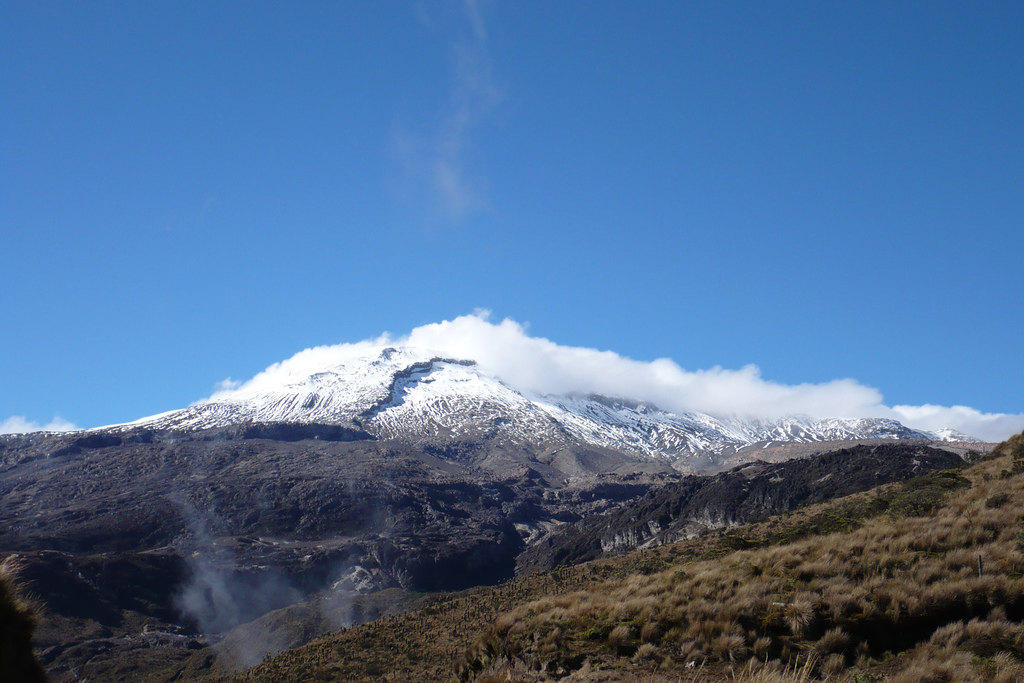
Vista dalla cima del vulcano tra le nuvole.

Il Nevado del Ruiz è accessibile dalla strada da Manizales a La Esperanza. Pochi chilometri dopo aver superato Las Brisas, dove è possibile campeggiare, si trova l'ingresso al parco nazionale che richiede il pagamento di una tassa a un'altitudine di 4.050 metri. Quattro chilometri a sud e circa 100 metri più in alto si trova lo chalet Arenales che può ospitare venti persone. Un ultimo rudimentale rifugio, costruito accanto ai ruderi di un vecchio rifugio incendiato prima dell'eruzione del 1985, che permette solo di mangiare. Il tempo di salita dall'ingresso del parco alla vetta è di sette-otto ore e tre ore dalla pista motorizzata che circonda il vulcano da ovest. È anche presente una guida.
Il versante sud-ovest del vulcano è stato sede di impianti di risalita per la pratica degli sport invernali, dal 1940. I campionati sudamericani di sci si sono svolti a Nevado del Ruiz il 26 e 28 luglio 1956 e ha permesso all'argentino Luis de Ridder di vincere.

### Tutela ambientale
Il Nevado del Ruiz, come molti stratovulcano della regione, è incluso nel Parco nazionale naturale Los Nevado, un parco nazionale di 583 km² istituito nel 1973 e situato a ovest di Bogotà, al centro delle Ande in Colombia. È una meta ambita e ospita diversi rifugi per 20 turisti. Nel 2009 ha accolto più di 50.000 visitatori, il che la colloca al terzo posto, per presenze, tra le 55 aree protette del paese. La pesca alla trota iridea (Oncorhynchus mykiss) è autorizzata nel lago Otún, dove è stata appositamente introdotta. Un centro termale è installato ai piedi del vulcano.

### Valutazione e prevenzione dei rischi

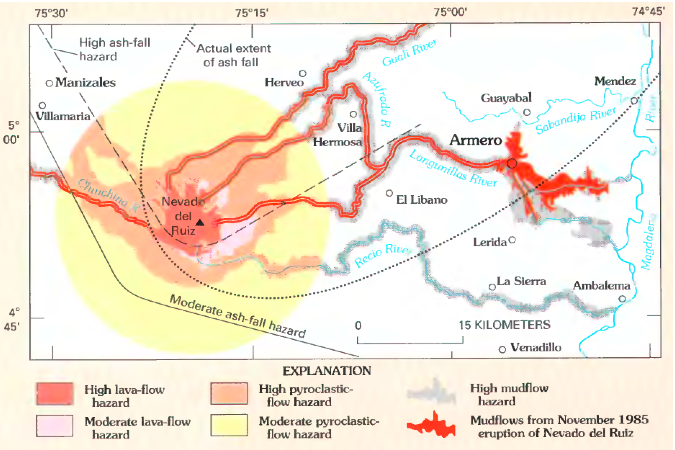
Mappa dei pericoli vulcanici, con i lahar del 1985 in rosso scuro.

Il vulcano continua a rappresentare una seria minaccia per le città e i villaggi circostanti. Il rischio più probabile è rappresentato da piccole eruzioni che potrebbero destabilizzare i ghiacciai e innescare lahar. Nonostante il significativo ritiro dei ghiacciai del Nevado del Ruiz, il volume di ghiaccio al vertice rimane abbastanza grande perché l'improvviso scioglimento del 10% della calotta glaciale locale produca 40 milioni di metri cubi di acqua, più o meno equivalenti al disastro del 1985. I lahar così prodotti possono estendersi per un centinaio di chilometri, in fondo alle valli, in poche ore. Le stime mostrano che più di 500.000 persone che vivono nelle valli di Combeima, Chinchiná, Coello, Toche e Gualí sono a rischio, 100.000 delle quali sono considerate alte. I lahar rappresentano una minaccia per le città di Honda, Mariquita, Ambalema, Chinchiná, Herveo, Villahermosa, Salgar e La Dorada. Sebbene piccole eruzioni siano più probabili, la storia eruttiva del massiccio del Nevado del Ruiz, lunga due milioni di anni, ha molte eruzioni su larga scala e non esclude che un evento del genere si ripeta. Una grande eruzione di questo tipo avrebbe effetti molto ampi, inclusa la potenziale chiusura dell'aeroporto internazionale El Dorado-Bogotà a causa della caduta delle ceneri.

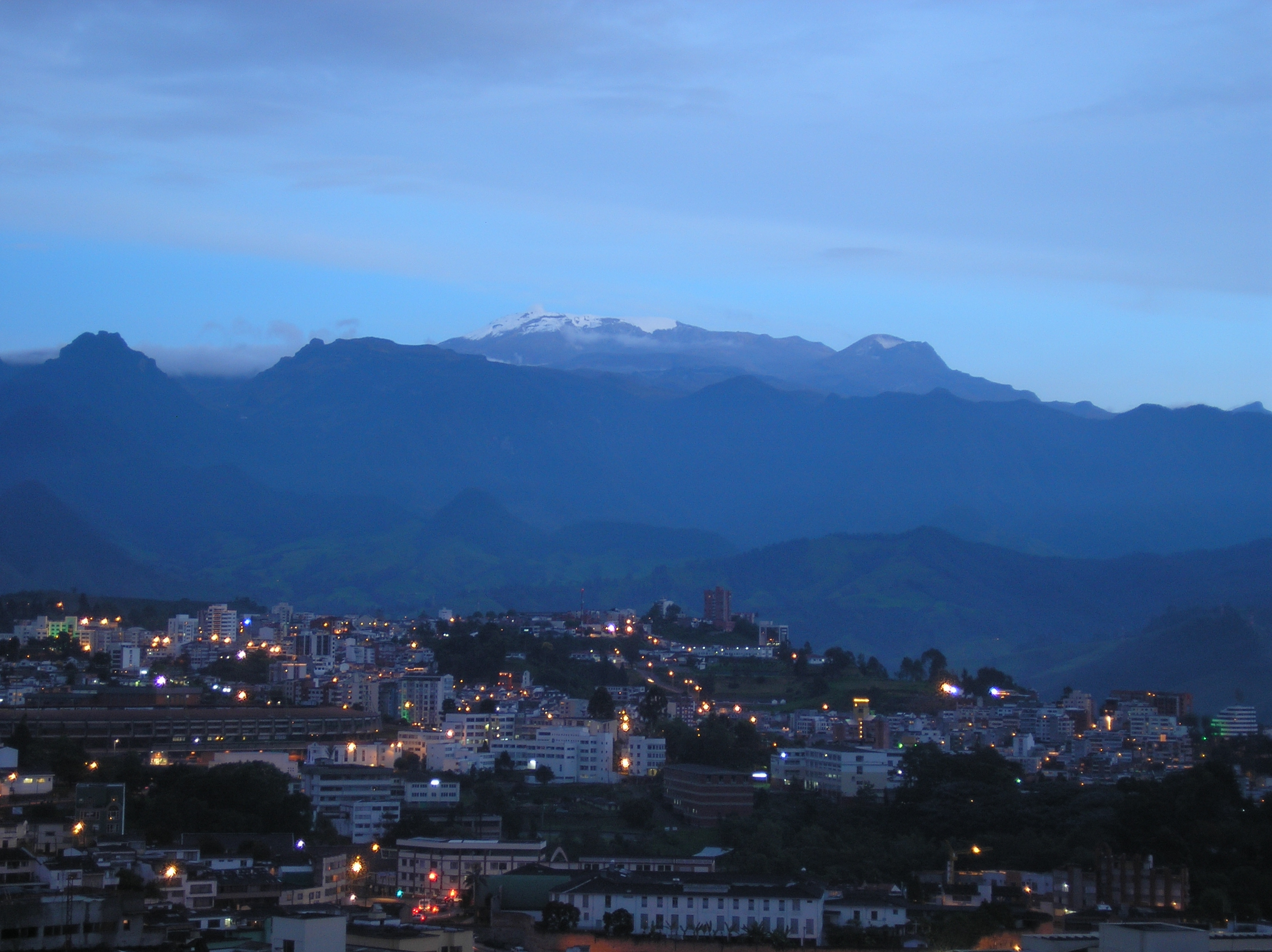
Vista del Nevado del Ruiz da Manizales nel 2006.

Mentre la tragedia di Armero nel 1985 è stata aggravata dalla mancanza di allerta, dalla cattiva gestione dell'urbanizzazione e dalla mancanza di prevenzione tra le popolazioni, il governo colombiano ha deciso due anni dopo di creare un programma speciale, l'Oficina Nacional para la Atencion de Desastres (Ufficio nazionale per la prevenzione dei disastri), per prevenire tali incidenti in futuro. Tutte le città colombiane si sono quindi impegnate a promuovere questi piani di prevenzione con l'obiettivo di ridurre le conseguenze negative dei disastri naturali mentre le evacuazioni vengono effettuate in risposta alle minacce di eruzione. Così, 2.300 persone che vivevano lungo cinque fiumi furono evacuate durante una nuova esplosione nel Nevado del Ruiz nel 1989. Quando un altro vulcano in Colombia, Nevado del Huila, eruttò nell'aprile del 2008, migliaia di persone furono evacuate a causa dei timori dei vulcanologi del ripetersi del disastro del 1985.
Nonostante questi sforzi di prevenzione, nel 2006 piogge torrenziali del Nevado del Ruiz provocarono una frana nella valle Chinchiná, uccidendo nove giovani di età compresa tra i 12 e i 19 anni.